# Raul Allegre
Raul Allegre (Torreón, 15 de junho de 1959) é um ex-jogador profissional de futebol americano mexicano.

## Carreira
Ele foi campeão da temporada de 1986 da National Football League jogando pelo New York Giants.